# Brakyterapi
Brakyterapi (från det grekiska ordet brachys som betyder "kort avstånd"), även kallat inre strålbehandling, brachyterapi eller behandling med förseglad strålkälla, är en form av radioterapi där en strålkälla placeras inuti eller intill det område som ska behandlas. Brakyterapi används vanligen för att effektivt behandla ögonmelanom,  livmoderhalscancer, prostatacancer, bröstcancer, och hudcancer men metoden kan även användas för att behandla tumörer i många andra delar av kroppen. Brakyterapi kan användas enskilt eller i kombination med andra behandlingsformer som kirurgi, extern strålbehandling (EBRT) och cellgiftsbehandling.
Till skillnad från EBRT, där högdosstrålning riktas direkt mot tumören från en strålkälla utanför kroppen, innebär brakyterapi att strålkällorna placeras direkt och exakt på den plats i kroppen där cancertumören finns. En viktig aspekt med brakyterapi är att strålningen endast påverkar en mycket lokal del av kroppen som omger strålkällorna. På så sätt reduceras strålningen som de friska vävnaderna längre bort från strålkällorna exponeras för. Om patienten rör på sig eller om tumören rör sig inuti kroppen under behandlingen behåller strålkällorna dessutom sin exakta position i förhållande till tumören. Dessa faktorer ger brakyterapi fördelar jämfört med EBRT. Tumören kan behandlas med höga doser lokal strålning, samtidigt som det är liten risk för onödig skada på omgivande frisk vävnad.
Brakyterapins behandlingsförlopp är snabbare än andra typer av strålbehandlingar. Detta kan bidra till att minska risken att överlevande cancerceller förökar sig och växer under tiden mellan varje stråldos i EBRT. Patienterna behöver i regel inte göra lika många besök på strålbehandlingsavdelningen som vid användning av EBRT och behandlingen görs ofta i öppenvården. Detta gör att behandlingen är tillgänglig för många patienter och enkel att genomföra. Dessa faktorer speglar även det faktum att de flesta patienter tål brakyterapi mycket bra.
Brakyterapi är ett effektivt behandlingsalternativ för många typer av cancer. Behandlingsresultat har visat att antalet cancerfall som botas med brakyterapi är jämförbara med antalet som botas med kirurgi och EBRT samt att man ser en ökning av antalet patienter som botas med en kombination av dessa behandlingstekniker. Dessutom associeras brakyterapi med en låg risk för allvarliga biverkningar.

## Historia
Brakyterapin såg dagens ljus 1901 (strax efter att Henri Becquerel upptäckte radioaktiviteten 1896) när Pierre Curie föreslog för Henri-Alexandre Danlos att en radioaktiv strålkälla kunde föras in i en tumör.
Man upptäckte då att strålningen fick tumören att krympa. Oberoende av dessa upptäckter föreslog även Alexander Graham Bell att strålning kunde användas på detta sätt. Under tidigt 1900-tal gjorde Danlos experiment med brakyterapi vid Curie-institutet i Paris, och på St Luke's sjukhus och Memorial Hospital i New York arbetade Robert Abbe med tekniken.
I början fanns ett intresse för brakyterapi i Europa och USA, men sedan minskade användningen under mitten av 1900-talet på grund av problem med att personalen exponerades för strålning vid den manuella placeringen av strålkällorna.
Utvecklingen av fjärrstyrda efterladdningssystem, som gjorde att strålningen kunde levereras från en avskärmad behållare, och användningen av nya strålkällor på 1950- och 1960-talet, minskade dock risken för att personalen och patienterna exponerades för en onödig mängd strålning.
Allt detta samt moderna framsteg inom 3D-avbildning, datorstödda dosplaneringssystem och strålningsutrustning har gjort brakyterapi till en säker och effektiv behandlingsform för många typer av cancer idag.

## Olika typer
Olika typer av brakyterapi kan definieras efter (1) strålkällornas placering i målområdet för behandlingen, (2) stråldosens intensitet (dosrat) som tumören exponeras för och (3) stråldosens varaktighet.

### Placering av strålkällan
De två huvudtyperna av brakyterapi när det gäller strålkällornas placering är interstitiell behandling och kontaktbehandling. 
- Vid interstitiell behandling placeras strålkällorna direkt i tumörvävnaden i den berörda kroppsdelen, till exempel prostatan eller bröstet.[5]
- Vid kontaktbehandling placeras strålkällorna i ett utrymme intill tumörvävnaden.[5] Utrymmet kan vara en kroppshåla (intrakavitär behandling) som livmoderhalsen, livmodern eller vaginan, ett lumen (intraluminal behandling) som luftstrupen eller matstrupen eller extern placering (brakyterapi med ytapplikation) på till exempel huden.[5] Strålkällorna kan även placeras i blodkärl(intravaskulär behandling) för att behandla restenos i koronarstentar.[22]

### Dosrat
Brakyterapins dosrat syftar på den strålningsnivå eller ”intensitet” som levereras till det omgivande materialet och den uttrycks i Gray per timme (Gy/h).
- Brakyterapi med låg dosrat (LDR) innebär implantation av strålkällor som avger strålning i upp till 2 Gy/h.[23] Låg dosrat används ofta för cancer i munhålan,[24] munsvalget,[24] samt vid sarkom[25] och prostatacancer.[2][26]
- Behandling med medelhög dosrat (MDR) karakteriseras av en medelhög strålningsintensitet mellan 2 Gy/h och 12 Gy/h.[23]
- Behandling med hög dosrat (HDR) innebär en stråldos som överskrider 12 Gy/h.[23] Brakyterapi med hög dosrat används främst för tumörer i livmoderhalsen,[1] matstrupen,[27] lungorna,[28] brösten[3] och prostatan.[2] De flesta behandlingar med hög dosrat utförs i öppenvården, men det är olika för olika behandlingsområden.[29]

- Behandling med pulsad dosrat (PDR) innebär att strålningen levereras i korta pulser, i regel under en timmes tid, som ska simulera LDR-behandlingens totala dosrat och effekt. Typiska tumörställen som behandlas med brakyterapi med pulsad dosrat är gynekologisk cancer[1] och cancer i huvudet och halsen.[24]

### Bestrålningens varaktighet
Implanteringen av strålkällorna i målområdet kan antingen vara temporär eller permanent.
- Temporär brakyterapi innebär att strålkällorna är insatta under en viss tid (i regel ett par minuter eller timmar) innan de tas ut igen.[5] Hur länge en specifik strålkälla är insatt beror på en rad olika faktorer, bland annat strålningens erforderliga dosrat och cancerns typ, storlek och läge. Vid brakyterapi med låg och pulsad dosrat sitter strålkällan i regel på plats under upp till 24 timmar innan den tas ut medan den vid brakyterapi med hög dosrat oftast bara är insatt ett par minuter.[30]
- Permanent brakyterapi, även kallad fröimplantation, innebär att små radioaktiva ”frön” eller pellets (ungefär lika stora som ett riskorn) med låg dosrat placeras i tumören eller i området som ska behandlas. De förblir implanterade och försvagas gradvis. Efter ett par veckor eller månader har strålningsnivån som avges avtagit och är nästan obefintlig. De inaktiva fröna sitter sedan kvar i behandlingsområdet utan någon kvardröjande effekt.[31] Permanent brakyterapi används vanligen vid behandling av prostatacancer.[26]

## Kliniska tillämpningar

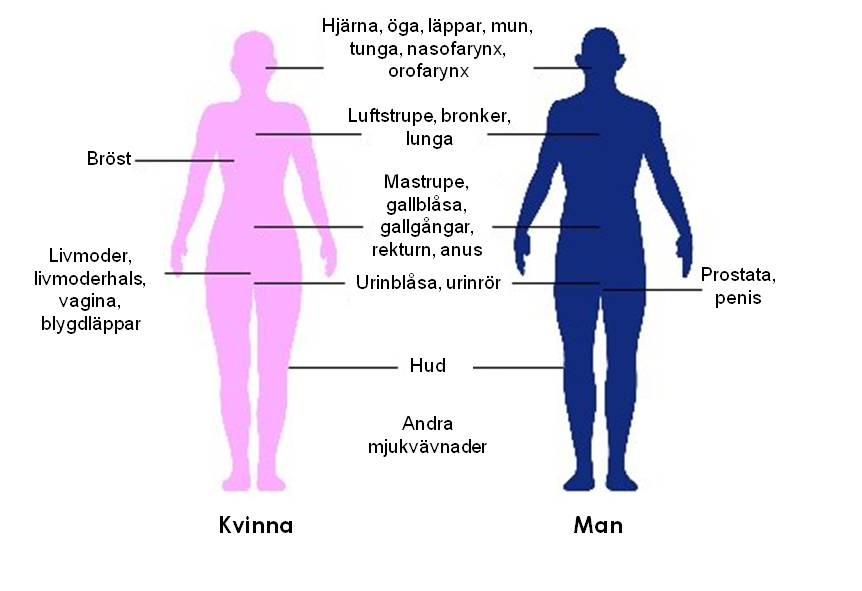
Kroppsställen där brakyterapi kan användas för att behandla cancer

Brakyterapi används vanligen för att behandla cancer i livmoderhalsen, prostatan, brösten och huden.
Brakyterapi kan även användas för att behandla tumörer i hjärnan, ögonen, huvud- och halsregionen (läpparna, munbottnen, tungan, nässvalget och munsvalget, jämför muncancer), andningsvägarna (luftstrupen och bronkerna), matsmältningskanalen (matstrupen, gallblåsan, gallgångarna, rektum, anus), urinvägarna (urinblåsan, urinröret, penis), kvinnans reproduktionsorgan (livmodern, vaginan, blygdläpparna), och mjukvävnader.
Eftersom strålkällorna kan placeras på exakt rätt plats där tumören finns kan man genom brakyterapi använda en hög dos strålning på ett mycket litet område. Dessutom behåller strålkällorna sin exakta position i förhållande till tumören om patienten rör på sig eller om tumören rör sig inuti kroppen under behandlingen, eftersom strålkällorna placeras inuti eller intill måltumören. Därigenom förblir strålkällorna korrekt inriktade. På så sätt kan klinikerna uppnå en hög doskonformitet – det vill säga de kan säkerställa att hela tumören får en optimal stråldos. Detta minskar även risken för skada på friska vävnader, organ och strukturer runt tumören, vilket förbättrar chanserna för att behandlingen lyckas och att organfunktionen bibehålls.
Användningen av brakyterapi med hög dosrat ger totalt sett kortare behandlingstider jämfört med EBRT.
Patienter som genomgår brakyterapi gör i allmänhet inte lika många besök på strålbehandlingsavdelningen jämfört med EBRT och dosplanerna tar i regel kortare tid att slutföra.
Många brakyterapiingrepp utförs i öppenvården. Detta är i synnerhet behändigt för patienter som yrkesarbetar, äldre patienter eller patienter som bor långt ifrån behandlingsklinikerna och gör att även dessa grupper har tillgång till strålbehandling och kan följa behandlingsplanerna. De kortare behandlingstiderna och ingrepp som utförs i öppenvården kan även bidra till att förbättra effektiviteten på strålbehandlingsavdelningarna.
Brakyterapi kan användas i syfte att bota cancer i små eller lokalt framskridna tumörer förutsatt att det inte finns metastaser (det vill säga att cancern har spridit sig till andra delar av kroppen). I lämpliga utvalda patientfall är brakyterapi ofta likvärdigt med kirurgi när det gäller primära tumörer då de två metoderna ofta har lika stor chans att eliminera cancern och har liknande biverkningar.
Vid lokalt framskridna tumörer är det dock inte säkert att kirurgi alltid ger lika stor chans att patienten blir frisk och en operation är inte alltid tekniskt genomförbar. I sådana fall är strålbehandling, däribland brakyterapi, den enda chansen att bota cancern.
Vid långt framskridna sjukdomsfall kan brakyterapi användas som palliativ behandling för att lindra symptom som smärta och blödningar.
I fall där det är svårt att komma åt tumören eller om den är för stor för att strålningen ska få bästa möjliga spridning i behandlingsområdet kan brakyterapi kombineras med andra behandlingsformer, till exempel EBRT och/eller kirurgi. Kombinationsbehandling med endast brakyterapi och cellgiftsbehandling är ovanligt.

### Livmoderhalscancer
Brakyterapi används vanligen för behandling av tidigt upptäckt eller lokalt begränsad livmoderhalscancer och är en standardbehandling i många länder.
Livmoderhalscancer kan behandlas med brakyterapi med låg, pulsad eller hög dosrat.
När brakyterapi används i kombination med EBRT kan det ge bättre resultat än om man endast använder EBRT.
Precisionen vid brakyterapi gör att livmoderhalsen kan utsättas för en hög dos riktad strålning samtidigt som man minimerar den strålning som intilliggande vävnader och organ exponeras för.
Chanserna för att patienten inte får fler tumörer (överlevnad utan recidiv) och för att patienten överlever (den totala överlevnaden) är liknande för behandling med låg, pulsad och hög dosrat.
En viktig fördel med behandling med hög dosrat är dock att varje dos kan ges i öppenvården med kort administrationstid vilket gör att det är lättare att planera in behandlingen för många patienter.

### Prostatacancer
Brakyterapi som behandling för prostatacancer kan ges antingen som permanent lågdosbehandling med implantering av "frön" eller som temporär högdosbehandling.
Permanent fröimplantation är lämpligt för patienter med en lokal tumör och god prognos  och har visat sig vara en mycket effektiv behandling för att förhindra att cancern återkommer. Överlevnadsfrekvensen är ungefär samma som den vid behandling med EBRT eller kirurgi (radikal prostatektomi), men med färre biverkningar som impotens och inkontinens. Ingreppet går snabbt att genomföra och patienterna kan vanligtvis gå hem samma dag och återgå till sina vardagsaktiviteter efter en till två dagar.
Permanent fröimplantation är ofta ett mindre invasivt behandlingsalternativ jämfört med kirurgisk borttagning av prostatan.
Temporär brakyterapi med hög dosrat är ett nyare sätt att behandla prostatacancer, men det är fortfarande mindre vanligt än fröimplantation. Behandlingen används främst för att ge en extra stråldos utöver EBRT (en så kallad ”boostbehandling”) eftersom den utgör ett alternativt sätt att ge en hög dos strålning som följer tumörens konturer inuti prostatan samtidigt som de omgivande vävnaderna inte utsätts för onödig strålning.
När brakyterapi med hög dosrat används som boostbehandling av prostatacancer innebär det även att EBRT-behandlingen blir kortare än när man endast använder EBRT.

### Bröstcancer
Strålbehandling är en standardbehandling för kvinnor som har genomgått lumpektomi eller mastektomi och är en nödvändig del av den bröstbevarande behandlingen.
Brakyterapi kan användas efter det kirurgiska ingreppet, före cellgiftsbehandling eller som palliativ behandling vid långt framskridna sjukdomsfall. När brakyterapi används för att behandla bröstcancer används vanligen brakyterapi med hög dosrat. Efter det kirurgiska ingreppet kan brakyterapi användas som boostbehandling efter att hela bröstet har bestrålats med EBRT.
På senare tid har brakyterapi börjat användas enskilt med en teknik som heter APBI (accelererad partiell bröstbestrålning) där endast vävnaderna i den ursprungliga tumörens omedelbara närhet bestrålas.
Den huvudsakliga fördelen med brakyterapi jämfört med EBRT när det gäller bröstcancer är att en hög dos strålning kan riktas in på tumören medan frisk bröstvävnad och andra underliggande strukturer som revben och lungor skonas från bestrålning. APBI-behandling tar i regel en vecka att genomgå. Alternativet med brakyterapi kan vara särskilt viktigt när det gäller att se till att yrkesarbetande kvinnor, äldre och de som bor långt ifrån behandlingsklinikerna också får tillgång till bröstbevarande behandling tack vare det kortare behandlingsförloppet jämfört med EBRT (som ofta kräver fler besök under en period på 1–2 månader). Brakyterapi har uppvisat utmärkta resultat när det gäller lokal kontroll av bröstcancer i uppföljningar upp till sex år efter behandlingen.
När brakyterapi används för att behandla bröstcancer levereras strålningen via böjbara plaströr, så kallade katetrar. Två gånger om dagen i ett visst antal dagar ansluts katetrarna eller ballongen till en brakyterapikälla, så kallad maskinell efterladdning med hög dosrat, som säkert och effektivt levererar strålningen till platsen för lumpektomiingreppet under datorledning. Strålningen är endast kvar ett par minuter i taget. I slutet av behandlingsförloppet avlägsnas katetern eller katetrarna. Denna behandlingsform studeras fortfarande för att se om den är lika effektiv som tre till åtta veckors behandling med extern strålbehandling.
Det finns flera olika typer av brakyterapimetoder när det gäller bröstcancer. De skiljer sig åt när det gäller antal och typ av katetrar som används för att leverera strålningen. Robert Kuske, M.D. var först med att använda interstitiell behandling som innebär att 15–20 katetrar förs in i den bröstvävnad som omger hålrummet efter lumpektomin. I varje kateter placeras enskilda strålkällor. Med flera katetrar kan läkaren utforma stråldosen baserat på hålrummets storlek, form och plats. På grund av att ingreppet dock är mycket komplicerat används sällan brakyterapi med interstitiell behandling för att behandla bröstcancer i USA.
Intrakavitär behandling av bröstcancer, även känt som ballongbrakyterapi (till exempel MammoSite), innebär att man använder en enda kateter som levererar strålning via en ballong. Det finns även brakyterapimetoder för bröstcancer som kombinerar interstitiell och intrakavitär behandling (till exempel SAVI). Vid dessa metoder används flera katetrar men alla införs genom ett och samma ingångsställe i bröstet. Studier tyder på att läkare kan rikta in strålningen med mer precision när flera katetrar används.

### Hudcancer
Brakyterapi med hög dosrat som behandling av icke-melanom hudcancer, till exempel basalcellscancer och skivepitelcancer är ett behandlingsalternativ till kirurgi. Metoden är särskilt relevant vid hudcancer på näsan, öronen, ögonlocken och läpparna där ett kirurgiskt ingrepp kan orsaka deformitet eller kräver omfattande rekonstruktion. Olika typer av applikatorer kan användas för att säkerställa en nära kontakt mellan strålkällan/-källorna och huden. Alla följer hudens form och bidrar till att exakt rätt ställe får den optimala stråldosen.
Brakyterapi som behandling av hudcancer ger goda kosmetiska resultat och god klinisk effekt. Studier som omfattar upp till fem års uppföljningar har visat att brakyterapi är mycket effektivt när det gäller lokal kontroll och är jämförbart med EBRT. Behandlingen tar i regel kort tid, vilket är enkelt och bekvämt för patienterna.
Det har föreslagits att brakyterapi kan komma att bli en standardbehandling för hudcancer inom en nära framtid.

### Andra tillämpningar
Brakyterapi kan användas i behandlingen av restenos i koronarstentar, där en kateter placeras inuti blodkärl för insättning och uttagning av strålkällor.
Behandlingen har även undersökts i syfte att användas i behandling av stenos i perifera kärl och finns även med som alternativ när det gäller behandling av förmaksflimmer.

## Biverkningar
Sannolikheten att drabbas av eventuella akuta, subakuta eller långvariga biverkningar i samband med brakyterapi och hur dessa biverkningar ser ut beror på var den behandlade tumören sitter och vilken form av brakyterapi som används.

### Akuta
Akuta biverkningar som associeras med brakyterapi omfattar lokala blåmärken, svullnad, blödning, utsöndring av kroppsvätska eller obehag inom den implanterade regionen. Dessa biverkningar försvinner vanligtvis inom ett par dagar efter att behandlingen har fullföljts.
Patienterna kan även känna sig trötta under en kort tid efter behandlingen.
När brakyterapi används för att behandla hudcancer kan det leda till att det yttersta hudlagret flagnar av (deskvamation) i behandlingsområdet under veckorna efter behandlingen. Huden läker normalt inom 5–8 veckor. Om cancern finns på läppen kan sårbildning uppstå till följd av brakyterapi men detta försvinner normalt efter 4–6 veckor. Ökad tarmtömning, diarré, förstoppning eller mindre rektala blödningar kan också förekomma och är övergående. De akuta och subakuta biverkningarna försvinner normalt efter ett par dagar eller veckor. När permanent brakyterapi (frön) används vid prostatacancer finns det en liten risk att några frön migrerar ut ur behandlingsregionen till blåsan eller urinledarna och försvinner ut med urinen.
De flesta akuta biverkningarna som associeras med brakyterapi kan behandlas med läkemedel eller genom förändringar i kosten, och de försvinner vanligtvis med tiden (i regel inom ett par veckor) när behandlingen har slutförts. De akuta biverkningarna vid brakyterapi med hög dosrat liknar dem vid EBRT.

### Långvariga
Hos ett fåtal personer kan brakyterapi orsaka långvariga biverkningar till följd av skador eller rubbningar av intilliggande vävnader eller organ. De långvariga biverkningarna är vanligtvis milda eller måttliga. Till exempel kan problem i urinvägarna och matsmältningskanalen fortsätta till följd av brakyterapi mot livmoderhals- eller prostatacancer och kräva kontinuerlig behandling.
Brakyterapi som används för att behandla prostatacancer kan orsaka erektil dysfunktion hos cirka 15–30 procent av patienterna. Risken för erektil dysfunktion hänger dock ihop med ålder (äldre män löper större risk än yngre) samt graden av erektil funktion före behandlingen med brakyterapi. Bland de patienter som upplever erektil dysfunktion kan de flesta behandlas framgångsrikt med läkemedel som Viagra. Det är dock viktigt att påpeka att risken för erektil dysfunktion efter brakyterapi är mindre än efter radikal prostatektomi.
När brakyterapi används för att behandla bröst- eller hudcancer kan det bildas sårvävnad runt behandlingsområdet. Vid behandling av bröstcancer kan även fettnekros uppkomma till följd av att det kommer in fettsyror i bröstvävnaden. Detta kan leda till att bröstvävnaden blir svullen och öm. Fettnekros är ett godartat tillstånd och uppkommer i regel 4–12 månader efter behandling och påverkar cirka två procent av patienterna.

## Säkerhet i umgänget med andra
Patienter frågar ofta om de måste tillämpa särskilda säkerhetsåtgärder för familj och vänner efter att de har behandlats med brakyterapi. Om temporär brakyterapi används är inga strålkällor kvar i kroppen efter behandlingen. 
Därmed finns det inte heller någon strålningsrisk för familjemedlemmar eller vänner som vistas nära patienten.
Om permanent brakyterapi används är strålkällor med låg dos (frön) kvar i kroppen efter behandlingen, men strålningsgraden är mycket låg och avtar med tiden. Dessutom påverkar strålningen endast vävnaderna inom ett par millimeters avstånd från strålkällorna (dvs. den tumör som behandlas). Som en försiktighetsåtgärd bör ändå en del personer som behandlas med permanent brakyterapi låta bli att bära spädbarn eller vara för nära gravida en kort tid efter behandlingen. Strålningsonkologer eller sjuksköterskor kan förse patienterna med specifika anvisningar och ge rekommendationer för hur länge man bör vara försiktig.

## Ingreppet

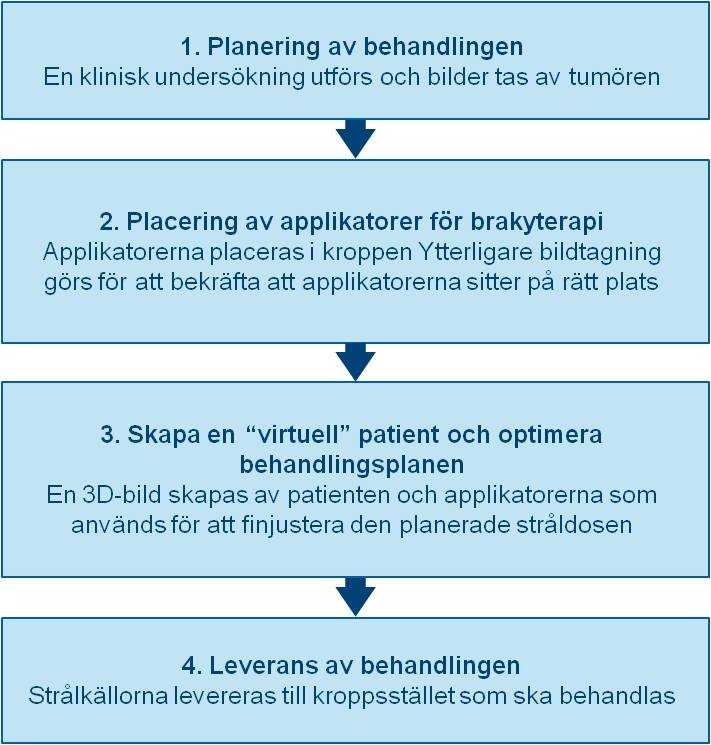
Vanliga steg under en behandling med brakyterapi.

### Inledande planering
För att ingreppet ska kunna planeras på erforderligt sätt görs en noggrann klinisk undersökning av tumörens egenart. Dessutom kan flera olika bilddiagnostikverktyg användas för att skapa en bild av tumörens form och storlek och dess förhållande till omgivande vävnader och organ. Bilddiagnostik som används är bland annat röntgenbildtagning, ultraljud, axial datortomografi (CT-bilder) och magnetresonanstomografi (MRT). De data som genereras via flera av dessa verktyg kan användas för att skapa en 3D-bild av tumören och de omgivande vävnaderna.
Med hjälp av den här informationen utarbetas en dosplan för den bästa möjliga fördelningen av strålkällorna. Detta omfattar en plan för var och hur strålbärarna (applikatorerna), som används för att leverera strålningen till behandlingsstället, ska placeras. Applikatorerna är inte radioaktiva och utgörs i regel av nålar eller plastkatetrar. Vilken specifik typ av applikator som används beror på typen av cancer som behandlas och måltumörens egenskaper.
Den inledande planeringen hjälper till att undvika ”kalla partier” (för lite strålning) och ”varma partier” (för mycket strålning) under behandlingen eftersom dessa kan leda till behandlingssvikt och biverkningar.

### Insättning och bilddiagnostik av applikatorerna
Innan strålkällorna kan levereras till tumörstället måste applikatorerna sättas in och placeras på rätt plats i enlighet med den inledande planeringen. 
Avbildningstekniker som röntgen, fluoroskopi och ultraljud används vanligtvis för att underlätta placeringen av applikatorerna på rätt plats och för att ytterligare finjustera behandlingsplanen. Datortomografi och magnetresonanstomografi kan också användas. När applikatorerna har satts in hålls de på plats mot huden med hjälp av suturer eller tejp som förhindrar att de rör sig. När det har bekräftats att applikatorerna sitter där de ska kan ytterligare bilddiagnostik utföras som hjälp i planeringen av behandlingen.

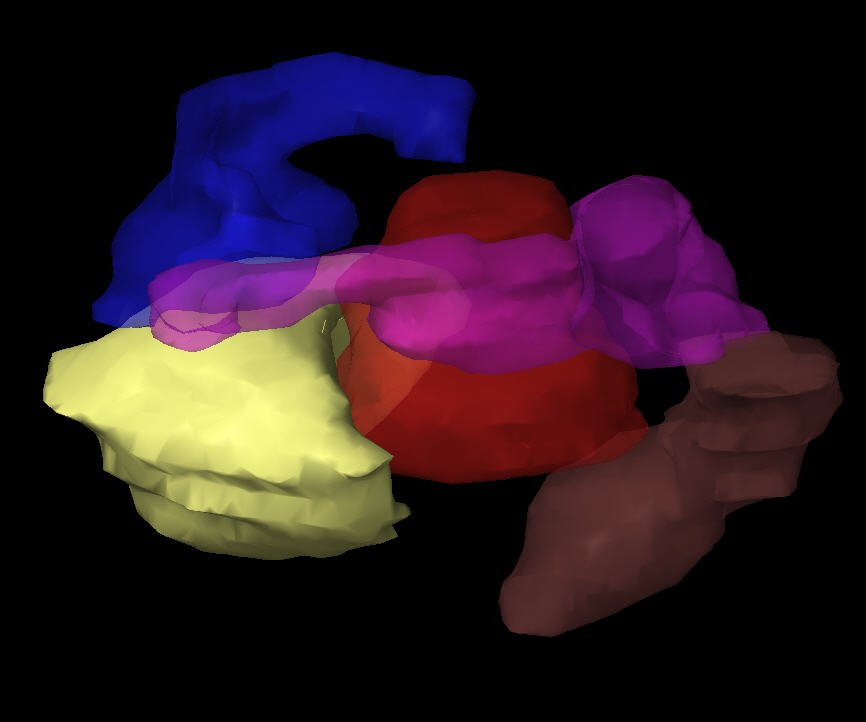
Skapandet av en ”virtuell” patient för att planera brakyterapin.

### Skapandet av en virtuell patient
Bilderna av patienten med applikatorerna på plats importeras in i ett dosplaneringssystem och patienten får gå in i ett avskärmat rum avsett för strålbehandling. Med hjälp av dosplaneringsprogram kan många 2D-bilder av behandlingsstället förvandlas till en 3D-bild av en ”virtuell patient” där applikatorernas plats kan definieras. De spatiala förhållandena mellan applikatorerna, behandlingsstället och de omgivande friska vävnaderna inom den ”virtuella patienten” är en kopia av förhållandena i den faktiska patienten. 

### Optimering av strålbehandlingsplanen

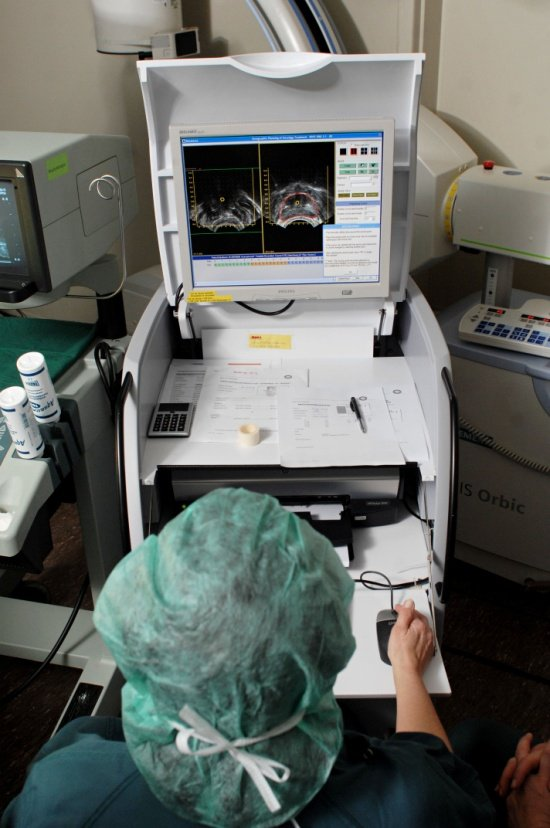
Finjustering av detaljer i behandlingsplanen under brakyterapiingreppet.

För att identifiera den optimala fördelningen av strålkällornas placering och varaktighet inuti applikatorerna i den implanterade vävnaden eller kroppshålan kan virtuella strålkällor placeras i den virtuella patienten med hjälp av dosplaneringsprogrammet. Programmet visar en grafisk representation av strålningens fördelning. Denna hjälper klinikerna att finjustera fördelningen av strålkällorna och utarbeta en behandlingsplan som är optimalt skräddarsydd efter varje patients anatomi innan den faktiska bestrålningen startar. Det här tillvägagångssättet kallas ibland för ”dose-painting”.

### Leverans av behandlingen
Strålkällorna som används vid brakyterapi är alltid omslutna av en icke-radioaktiv kapsel. Strålkällorna kan levereras manuellt, men det är vanligast att de levereras via en teknik som kallas ”efterladdning”.
Manuell leverans av strålkällorna begränsas till ett par få tillämpningar med låg dosrat på grund av risken för att personalen utsätts för strålning.
Efterladdning innebär i stället att de icke-radioaktiva applikatorerna placeras på rätt ställe i behandlingsområdet och dessa laddas sedan med strålkällorna. Vid manuell efterladdning sätter strålbehandlingspersonalen in strålkällan i applikatorn.
Fjärrstyrda efterladdningssystem skyddar personalen från att exponeras för strålning eftersom strålkällan finns i en avskärmad behållare. När applikatorerna är på rätt plats i patienten ansluts de till en efterladdningsutrustning (som innehåller strålkällorna) via flera anslutande överföringsrör. Dosplanen skickas till efterladdaren, som sedan styr leveransen av strålkällorna via överföringsrören till de fördefinierade positionerna inuti applikatorn. Denna process påbörjas först efter att personalen har lämnat behandlingsrummet. Strålkällorna sitter kvar på plats under en förutbestämd tid i enlighet med dosplanen och skickas sedan tillbaka till efterladdaren via överföringsrören.
När leveransen av strålkällorna är klar avlägsnas applikatorerna från kroppen. Patienterna återhämtar sig i regel snabbt efter brakyterapin, vilket gör att behandlingen ofta utförs inom öppenvården.

## Strålkällor
Vanliga strålkällor (radionuklider) som används vid brakyterapi
| Radionuklid           | Typ              | Halveringstid | Energi                  |
| --------------------- | ---------------- | ------------- | ----------------------- |
| Cesium-137 (137Cs)    | Gammastrålning   | 30,17 år      | 0,662 MeV               |
| Kobolt-60 (60Co)      | Gammastrålning   | 5,26 år       | 1,17; 1,33 MeV          |
| Iridium-192 (192Ir)   | Gammastrålning   | 74,0 dagar    | 0,38 MeV (medel)        |
| Jod-125 (125I)        | Röntgenstrålning | 59,6 dagar    | 27,4; 31,4 och 35,5 keV |
| Palladium-103 (103Pd) | Röntgenstrålning | 17,0 dagar    | 21 keV (medel)          |
| Rutenium-106 (106Ru)  | Betapartiklar    | 1,02 år       | 3,54 MeV                |

## Elektronisk brakyterapi
Elektronisk brakyterapi innebär att röntgenrör i miniatyr med låg energi placeras i en applikator som sätts på plats i förväg i hålrum inuti kroppen/tumören för att snabbt avge höga stråldoser i målvävnaderna medan mer avlägsna vävnader endast exponeras för mycket låga doser.